# 奧瓦通納鎮區 (明尼蘇達州斯蒂爾縣)
奧瓦通納鎮區（英語：Owatonna Township）是位於美國明尼蘇達州斯蒂爾縣的一個行政鎮區。

## 地方資料
奧瓦通納鎮區的面積為61.76平方千米，當中陸地面積為61.69平方千米，而水域面積為0.07平方千米。根據2020年美國人口普查的數據，當地共有人口613人，而人口密度為每平方千米9.93人。